# Microsynodontis batesii
Microsynodontis batesii es una especie de peces de la familia Mochokidae en el orden de los Siluriformes.

## Morfología
• Los machos pueden llegar alcanzar los 10 cm de longitud total.

## Hábitat
Es un pez de agua dulce.

## Distribución geográfica
Se encuentran en África: río Ogowe (cuenca del río Congo) en Gabón y Camerún.